# Azur (Satellit)
Azur (auch GRS A oder GRS 1 für German Research Satellite) war der erste in Deutschland entwickelte Satellit. Er diente der Bundesrepublik Deutschland als Einstieg in die Weltraumforschung und kostete rund 80 Millionen DM (was heute rund 180 Millionen Euro entspricht).
Das Bundesministerium für Wissenschaft und Forschung ging für seine Entwicklung eine Kooperation mit der US-Raumfahrtbehörde NASA ein. Da die Nutzlast nur 71 kg betrug, konnten aus der Vielzahl der eingereichten Vorschläge nur wenige Experimente, die zur Erforschung der kosmischen Strahlung und ihrer Reaktion in Erdnähe dienen sollten, berücksichtigt werden.

## Missionsablauf
Azur wurde am 8. November 1969 um 1:52 UTC mit einer vierstufigen Scout-B-Trägerrakete von der Vandenberg Air Force Base in den USA gestartet. Die Höhe der Umlaufbahn lag zwischen 383 km und 3145 km; sie war um 103° gegen den Äquator geneigt. Die Steuerung des Satelliten übernahm am 15. November 1969 das neu errichtete Deutsche Raumfahrtkontrollzentrum in Oberpfaffenhofen, das zur Deutschen Forschungs- und Versuchsanstalt für Luft- und Raumfahrt gehörte, heute Deutsches Zentrum für Luft- und Raumfahrt.
Der Satellit stellte nach sieben Monaten am 29. Juni 1970 seine Funktion ein, obwohl die spezifizierte Lebensdauer ein Jahr betrug. Ende März 2022 war das Perigäum der Umlaufbahn aufgrund des atmosphärischen Restwiderstandes auf 351 km und das Apogäum auf 1201 km Höhe abgesunken.
Mit Azur wurde nicht nur technisches Neuland betreten, sondern Auftraggeber (Gesellschaft für Weltraumforschung mbH (GfW) in Bonn-Bad Godesberg) und Hauptauftragnehmer (MBB) führten auch die in der amerikanischen Raumfahrt üblichen Systems-Engineering- und Management-Methoden ein. Projektleiter bei der GfW war Ants Kutzer, und Verantwortlicher für die Nutzlast war Erhard Keppler vom Institut für Stratosphärenphysik am Max-Planck-Institut für Aeronomie (MPAE) in Katlenburg-Lindau.